# Kurt Stöpel
Kurt Stöpel (Berlino, 12 marzo 1908 – Berlino, 8 giugno 1997) è stato un ciclista su strada tedesco.
Professionista tra il 1930 e il 1938, vinse una tappa al Tour de France 1932 (corsa in cui fu secondo della generale) e il titolo nazionale 1934.

## Carriera
Corse per la Diamant, la Opel, l'Atala, la Legnano, la Phänomen e la Victoria, distinguendosi soprattutto nelle corse a tappe. Da dilettante vinse il campionato tedesco nella cronometro a squadre di 100 km nel 1927. Nello stesso anno vinse la tappa Amburgo-Magdeburgo al Giro di Germania, gara open.
Nel suo primo anno da professionista, il 1930, fu secondo al Giro di Germania, a 1'33" da Hermann Buse, e quarto ai mondiali a Liegi. Nel 1931 fu settimo al Giro di Germania, vincendo la tappa Amburgo-Brema, e sedicesimo al Tour de France. Nel 1932 fu secondo al Tour de France, imponendosi nella tappa Caen-Nantes, e quinto al Giro d'Italia. L'anno successivo fu ottavo al Giro d'Italia e decimo al Tour de France. Nel 1934 vinse il campionato tedesco, il Giro di Colonia e la Rund um Berlin.

## Palmarès
- 1927

13ª tappa Giro di Germania (Amburgo > Magdeburgo)
- 1928

Berlino-Cottbus-Berlino
Berlino-Stettino-Berlino
Rund um die Hainleite
- 1931

12ª tappa Giro di Germania (Amburgo > Brema)
- 1932

2ª tappa Tour de France (Caen > Nantes)
- 1934

Giro di Colonia
Giro di Berlino
Campionati tedeschi, Classifica a punti
- 1935

Gran Premio dello Schleswig

## Piazzamenti

### Grandi Giri
- Giro d'Italia

1932: 5º
1933: 8º
- Tour de France

1931: 16º
1932: 2º
1933: 10º
1934: 22º
1935: ritirato (6ª tappa)

### Classiche monumento
- Liegi-Bastogne-Liegi

1932: 9º

### Competizioni mondiali
- Campionati del mondo

Liegi 1930 - In linea Professionisti: 4º
Lipsia 1934 - In linea Professionisti: 14º